# 松戸公産
松戸公産株式会社（まつどこうさん）は、松戸競輪場を運営する日本の企業である。
株式会社東京ドームの100%子会社である。

## 略歴・概要
松戸競輪場が開設前の1949年（昭和24年）に地元企業や松戸市等が出資し「松戸競輪株式会社」という社名で設立、競輪場設営の為に土地を買収し建設、翌1950年（昭和25年）4月19日に松戸競輪場を開設させた。
1959年（昭和34年）4月、映画館経営に乗り出し、松戸駅西側に「輝竜会館大映劇場」を竣工した。当初は大映系の作品を上映した。当時の松戸駅近辺には、戦前から営業していた松竹系や新東宝系の映画を上映した松戸常盤館、東映系や洋画を上映した松戸映画劇場が存在した。のちに、「松戸輝竜会館」と改称し、東宝系の映画館となる。敷地内に「松戸輝竜会館バンビ劇場」を併設し、洋画系劇場とした。
1966年（昭和41年）に現在の社名に変更した。
1987年（昭和62年）3月、輝竜会館敷地内に新劇場を設置し、名称を「輝竜3」とし、上記2劇場をそれぞれ「輝竜1」「輝竜2」と改称した。
1990年（平成2年）に後楽園競輪場を運営していた後楽園スタヂアム（現在の株式会社東京ドーム）が出資した。
1999年（平成11年）、輝竜会館3館を閉館し、映画館事業から撤退する。
2003年（平成15年）には競輪場外車券売場のサテライト大和（宮城県大和町）を運営するため、子会社の東日本サテライト株式会社を設立し競輪場外事業にも進出する。
2004年（平成16年）、JASDAQに株式公開もしていたが、株式交換によって東京ドームの完全子会社となり、非公開になる。
2008年（平成20年）、船橋オートレース場内に競輪場外車券売場のサテライト船橋が開設され、松戸公産が施設運営などの業務を受託する。
2013年（平成25年）、子会社の東和工建株式会社を日成ビルド工業株式会社に売却。
なお、2023年（令和5年）3月末での競輪場外車券売場「サテライト大和」の事業終了を決めている。
松戸市を主な業務エリアとして競輪場運営、ショッピングモールの管理をしているが、新宿駅周辺にもビルを所有している。

## 競輪場運営
同社は開設当初から深く運営に携わっており、通常、主催者（つまり自治体）が手配する投票券を発売する従業員や警備員も自前で確保しており、他の施設保有会社よりも踏み込んでいた。このノウハウがある為、2006年4月からは松戸市より包括民間委託が実施されており、親会社でも将来の後楽園競輪場復活時に対応出来るように傘下に収めたとも言える。